# Hvannasund
Hvannasund (dánul: Kvannesund) település Feröer Viðoy nevű szigetén. Közigazgatásilag Hvannasund községhez tartozik.

## Földrajz

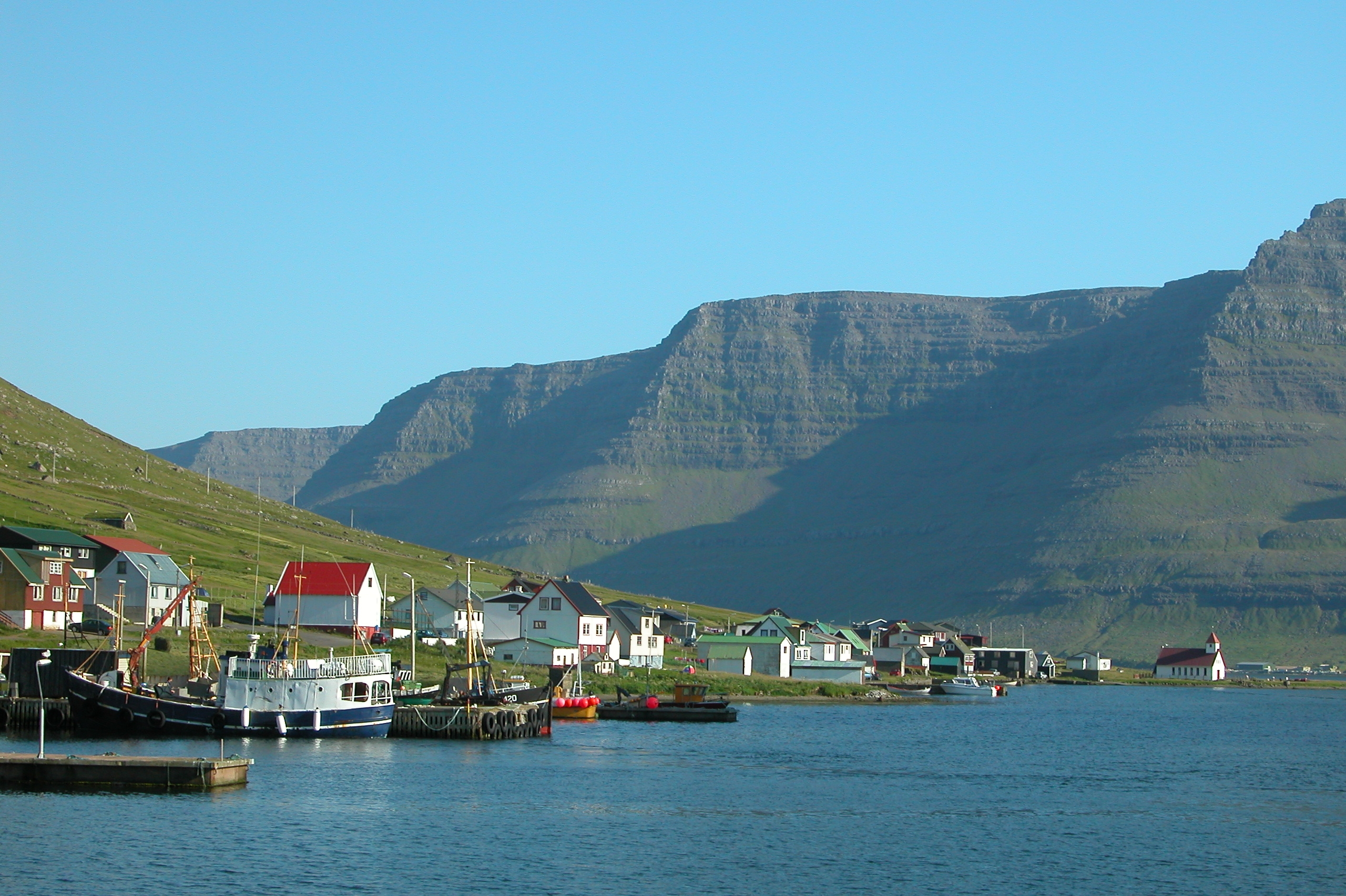
Hvannasund

A falu a sziget nyugati partján fekszik. Vele átellenben, Borðoy szigetén található Norðdepil, amellyel egy töltés köti össze.

## Történelem
Hvannasund régi és hagyományos falu, ahol négy királyi gazdaság található. Első írásos említése 1584-ből származik.
A Hvannasund és Norðdepil közötti töltést 1972-ben építették meg, a Klaksvík felé vezető alagutakból kinyert anyag felhasználásával.
2008. május 28-án egy 3 méteres mini-cunami ért itt partot, amelyben senki nem sérült meg, az okára azonban nem derült fény.

## Népesség
A település népessége viszonylag stabil növekedést mutatott a 20. század folyamán.
| Év              | Lakosság |
| --------------- | -------- |
| 1986. január 1. | 241      |
| 1991. január 1. | 280      |
| 1996. január 1. | 271      |
| 2001. január 1. | 274      |
| 2006. január 1. | 270      |

## Közlekedés
Hvannasundot út köti össze a sziget másik településével, Viðareiðivel. A Borðoy szigetén található Norðdepil felé egy töltésen vezető út teremt kapcsolatot. A települést érinti a Klaksvík és Viðareiði közötti 500-as buszjárat.
Innen indul az 58-as komp Svínoy és Fugloy szigetekre.